# Criminal Minds (mùa 8)
Mùa thứ tám của Criminal Minds lần đầu phát sóng trên đài CBS vào ngày 26 tháng 9 năm 2012. Phim được gia hạn mùa mới vào ngày 14 tháng 3 năm 2012.
Ở Canada, mùa tám phát sóng trên đài CTV sớm hơn CBS ở Mỹ một ngày.

## Dàn diễn viên
Vào ngày 15 tháng 2 năm 2012, Deadline Hollywood đăng tin Paget Brewster (Emily Prentiss) sẽ rời phim khi mùa bảy kết thúc. Tất cả các diễn viên chính khác đã chốt hợp đồng cho mùa sau. Vào ngày 13 tháng 6 năm 2012, CBS thông báo Jeanne Tripplehorn sẽ gia nhập dàn diễn viên của phim.

### Chính
- Joe Mantegna trong vai Đặc vụ giám sát David Rossi (Đặc vụ cấp cao BAU)
- Shemar Moore trong vai Đặc vụ giám sát Derek Morgan (Đặc vụ BAU)
- Matthew Gray Gubler trong vai Đặc vụ giám sát Tiến sĩ Spencer Reid (Đặc vụ BAU)
- A. J. Cook trong vai Đặc vụ giám sát Jennifer "JJ" Jareau (Đặc vụ BAU)
- Kirsten Vangsness trong vai Nhà phân tích kỹ thuật Penelope Garcia (Nhà phân tích kỹ thuật BAU & Liên lạc truyền thông)
- Jeanne Tripplehorn trong vai Đặc vụ giám sát Tiến sĩ Alex Blake (Đặc vụ BAU)
- Thomas Gibson trong vai Đặc vụ giám sát Aaron "Hotch" Hotchner (Trưởng Đơn vị BAU & Liên lạc truyền thông)

### Thường xuyên
- Jayne Atkinson trong vai Đặc vụ giám sát Erin Strauss (Trưởng Bộ phận BAU)
- Beth Riesgraf trong vai Maeve Donovan
- Mekhai Andersen trong vai Henry LaMontagne
- Nicholas Brendon trong vai Kevin Lynch
- Cade Owens trong vai Jack Hotchner
- Bellamy Young trong vai Beth Clemmons
- Josh Stewart trong vai William "Will" LaMontagne Jr.
- Skipp Sudduth trong vai Stan Gordinski
- Mark Hamill trong vai John Curtis / The Replicator

## Các tập phim
| TT. tổng thể | TT. trong mùa phim | Tiêu đề                     | Đạo diễn            | Biên kịch                                                    | Ngày phát hành gốc   | Mã sản xuất | Người xem tại Hoa Kỳ (triệu) |
| --- | ------------------ | --------------------------- | ------------------- | ------------------------------------------------------------ | -------------------- | ----------- | ---------------------------- |
| 163 | 1                  | "The Silencer"              | Glenn Kershaw       | Erica Messer                                                 | 26 tháng 9 năm 2012  | 801         | 11.73                        |
| Khi một tù nhân bỏ trốn trong lúc điều chuyển phạm nhân ở Texas và một bảo vệ được tìm thấy sau đó với miệng bị khâu lại, BAU làm việc với Cảnh sát Tư pháp Hoa Kỳ để xác định đây có phải là sát nhân hàng loạt được biết đến là "The Silencer" đã tái xuất không. Trong khi đó, đội chào mừng thành viên mới, chuyên gia ngôn ngữ học Alex Blake (Jeanne Tripplehorn), gia nhập. |                    |                             |                     |                                                              |                      |             |                              |
| 164 | 2                  | "The Pact"                  | Karen Gaviola       | Janine Sherman Barrois                                       | 10 tháng 10 năm 2012 | 802         | 11.49                        |
| Khi hai án mạng có vẻ không liên quan – một vụ ở San Diego, California và một vụ ở Los Angeles, California – xảy ra cách nhau vài giờ, BAU nghi hai sát nhân phối hợp hoạt động để trả thù các tội phạm được cơ quan pháp luật thả. Trong khi đó, Rossi đưa ra một cách sử dụng ngày nghỉ cộng dồn độc đáo.                                                                        |                    |                             |                     |                                                              |                      |             |                              |
| 165 | 3                  | "Through the Looking Glass" | Dermott Downs       | Sharon Lee Watson                                            | 17 tháng 10 năm 2012 | 803         | 11.81                        |
| Khi ba thành viên của một gia đình ở thành phố Kansas, Kansas được tìm thấy đã chết từ một vụ giết người tự sát và gia đình khác sau đó được báo mất tích, BAU đi truy lùng thủ phạm bằng cách lập liên kết giữa hai vụ án. Trong khi đó, Hotch nhận tin bất ngờ gây thử thách mối quan hệ của anh với Beth (Bellamy Young).                                                       |                    |                             |                     |                                                              |                      |             |                              |
| 166 | 4                  | "God Complex"               | Larry Teng          | Breen Frazier                                                | 24 tháng 10 năm 2012 | 804         | 11.61                        |
| Khi một xác chết không chân được tìm thấy ở Juarez, Mexico và một người cụt chân miễn cưỡng sau đó xuất hiện ở một nhà nghỉ ở Albuquerque, New Mexico, BAU đi phân tích một bác sĩ phẫu thuật nghiệp dư (Ray Wise) có tính ái kỷ trong đầu. Trong khi đó, cuộc trò chuyện điện thoại bí mật của Reid với một cô gái bí ẩn (Beth Riesgraf) làm cho đội tò mò.                       |                    |                             |                     |                                                              |                      |             |                              |
| 167 | 5                  | "The Good Earth"            | John Terlesky       | Bruce Zimmerman                                              | 31 tháng 10 năm 2012 | 805         | 11.99                        |
| Khi bốn người ở La Grande, Oregon mất tích và một bãi nôn được tìm thấy ở hiện trường mới nhất tiết lộ nạn nhân mới nhất có nồng độ melatonin cao trong người, BAU nỗ lực tìm liên kết chung giữa các nạn nhân. Trong khi đó, JJ dấy lên lo ngại sau khi biết Henry cương quyết về việc không chơi Halloween.                                                                      |                    |                             |                     |                                                              |                      |             |                              |
| 168 | 6                  | "The Apprenticeship"        | Rob Bailey          | Virgil Williams                                              | 7 tháng 11 năm 2012  | 806         | 12.09                        |
| Khi một gái mại dâm Miami, Florida bị giết theo cách tương tự một chuỗi các vụ giết động vật gần đây, BAU đi phân tích một sát nhân đang leo thang với một đồng phạm lớn tuổi hơn. Trong khi đó, Morgan cố thuyết phục Reid tham gia đội bóng mềm của Cục và Hotch nhận cuộc gọi làm nản lòng.                                                                                     |                    |                             |                     |                                                              |                      |             |                              |
| 169 | 7                  | "The Fallen"                | Doug Aarniokoski    | Kịch bản : Rick Dunkle Cốt truyện : Rick Dunkle & Danny Ramm | 14 tháng 11 năm 2012 | 807         | 12.20                        |
| BAU trở lại California để truy lùng một sát nhân hướng nhiệm vụ sau khi ba người vô gia cư bị bắt cóc, bị thiêu không nhận ra được, và được tìm thấy gần Bến tàu Santa Monica. Trong khi đó, Rossi suy ngẫm về những ngày làm lính thủy chiến đấu ở Việt Nam khi ông tình cờ gặp cựu trung sĩ (Meshach Taylor) của ông.                                                            |                    |                             |                     |                                                              |                      |             |                              |
| 170 | 8                  | "The Wheels on the Bus…"    | Rob Hardy           | Kimberly Ann Harrison                                        | 21 tháng 11 năm 2012 | 808         | 11.53                        |
| Khi một xe buýt trường học chở 24 học sinh cấp ba biến mất bên ngoài Washington, D.C., BAU đi tìm đoàn học sinh mất tích, phân tích kẻ bắt cóc, và xác định động cơ đồi bại đằng sau tội ác vô liêm sỉ. |                    |                             |                     |                                                              |                      |             |                              |
| 171 | 9                  | "Magnificent Light"         | John T. Kretchmer   | Sharon Lee Watson                                            | 28 tháng 11 năm 2012 | 809         | 12.37                        |
| Khi hai cư dân ở Seattle, Washington bị đâm chết trong nhà họ và nghi phạm chính biến mất một cách bí ẩn, BAU nỗ lực xác định liên kết giữa hai sự kiện. Trong khi đó, Garcia thấy lo sau khi Morgan từ chối tham dự một buổi họp mặt ở Tòa đại sứ Anh. |                    |                             |                     |                                                              |                      |             |                              |
| 172 | 10                 | "The Lesson"                | Matthew Gray Gubler | Janine Sherman Barrois                                       | 5 tháng 12 năm 2012  | 810         | 11.33                        |
| Khi thi thể hai người ở Winslow, Arizona được tìm thấy trong cái hòm giống quan tài có những thay đổi rõ rệt trong diện mạo của họ, BAU đi truy lùng một sát nhân loại "kẻ thu thập" (Brad Dourif) có một ám ảnh bất thường. Trong khi đó, Reid gia tăng lo lắng sau khi Maeve đề nghị gặp mặt trực tiếp.                                                                          |                    |                             |                     |                                                              |                      |             |                              |
| 173 | 11                 | "Perennials"                | Michael Lange       | Bruce Zimmerman                                              | 12 tháng 12 năm 2012 | 811         | 12.01                        |
| Khi hai nạn nhân ở hai bang miền Nam khác nhau bị đập chết bằng cái đục ở sau đầu, BAU phát động một cuộc săn người lớn tìm sát nhân có đặc điểm trùng với một sát nhân từ 30 năm trước. Trong khi đó, Hotch báo cho đội có người đang cố tình tái tạo án mạng mà họ đã phá gần đây.                                                                                               |                    |                             |                     |                                                              |                      |             |                              |
| 174 | 12                 | "Zugzwang"                  | Jesse Warn          | Breen Frazier                                                | 16 tháng 1 năm 2013  | 812         | 12.64                        |
| Khi Reid biết Maeve đã biến mất và nhận một tin nhắn mã hóa dẫn anh đến kết luận kẻ rình mò đã bắt cô, anh nhờ đội giúp tìm cô. BAU cố phân tích kẻ bắt cóc, truy lùng kẻ bắt cóc và Maeve, và ngăn chặn một trong họ khỏi bị suy sụp tinh thần. |                    |                             |                     |                                                              |                      |             |                              |
| 175 | 13                 | "Magnum Opus"               | Glenn Kershaw       | Jason J. Bernero                                             | 23 tháng 1 năm 2013  | 813         | 11.84                        |
| Với Reid tách mình sau cái chết của Maeve, các thành viên còn lại của BAU trở lại California và đi nhận dạng một sát nhân hàng loạt ở San Francisco rút máu nạn nhân trước khi để thi thể của họ ở những nơi được chọn khắp quận Mission. |                    |                             |                     |                                                              |                      |             |                              |
| 176 | 14                 | "All That Remains"          | Thomas Gibson       | Erica Messer                                                 | 6 tháng 2 năm 2013   | 815         | 11.98                        |
| Khi hai chị em ở Salisbury, Maryland được báo mất tích vào ngày kỉ niệm một năm vụ biến mất bí ẩn của mẹ họ, BAU cố xác định vị trí của họ và xem xét bố của họ có phải là nghi phạm của hai vụ không. |                    |                             |                     |                                                              |                      |             |                              |
| 177 | 15                 | "Broken"                    | Larry Teng          | Rick Dunkle                                                  | 20 tháng 2 năm 2013  | 814         | 10.69                        |
| Khi ba thường dân ở Austin, Texas bị đánh chết dã man và sau đó được tìm thấy với đồng hồ được cài ở thời gian cụ thể, BAU nỗ lực phân tích sát nhân bị khủng hoảng danh tính nghiêm trọng. |                    |                             |                     |                                                              |                      |             |                              |
| 178 | 16                 | "Carbon Copy"               | Rob Hardy           | Virgil Williams                                              | 27 tháng 2 năm 2013  | 816         | 10.33                        |
| Khi hai y tá ở Philadelphia, Pennsylvania được tìm thấy bị chết do mất máu với mí mắt bị cắt, BAU nghi vụ án do "The Replicator" thực hiện và đi ngăn chặn hắn không tấn công lần nữa. Trong khi đó, Blake vật lộn với con quỷ trong tâm cô sau khi biết Strauss muốn bồi thường cho hành động trong quá khứ của cô.                                                               |                    |                             |                     |                                                              |                      |             |                              |
| 179 | 17                 | "The Gathering"             | Michael Lange       | Kimberly Ann Harrison                                        | 20 tháng 3 năm 2013  | 817         | 11.58                        |
| Với vụ án The Replicator được xác định không hoạt động, BAU đi truy lùng một sát nhân hàng loạt nhắm vào phụ nữ ở Saint Paul, Minnesota, kẻ ghi chép cuộc sống cá nhân của họ và ảo tưởng thầm kín trên mạng xã hội. Trong khi đó, Garcia nghi Kevin ghen vì đối tượng yêu mới của cô sau khi giới thiệu họ với nhau.                                                              |                    |                             |                     |                                                              |                      |             |                              |
| 180 | 18                 | "Restoration"               | Félix Alcalá        | Jim Clemente & Janine Sherman Barrois                        | 3 tháng 4 năm 2013   | 818         | 10.79                        |
| Khi ba người ở Chicago, Illinois bị đánh chết và được tìm thấy với quần của họ bị tuột xuống chân, BAU nỗ lực nhận dạng một sát nhân coi các nạn nhân như kẻ gạ gẫm trẻ em. Trong khi đó, Morgan đặt cảm xúc cá nhân vào vụ án sau một khám phá lớn ép anh đương đầu với kẻ lạm dụng anh từ thời thơ ấu.                                                                           |                    |                             |                     |                                                              |                      |             |                              |
| 181 | 19                 | "Pay It Forward"            | John Terlesky       | Bruce Zimmerman                                              | 10 tháng 4 năm 2013  | 819         | 11.47                        |
| Khi xác bị chặt đầu của một phó cảnh sát Colorado về hưu được tìm thấy vài giờ sau khi cái đầu bị chặt được phát hiện lúc mở một cái hộp thời gian 25 năm tuổi, BAU đào vào cuộc sống riêng tư của nạn nhân và phân tích một quái hiệp đang leo thang quan sát nạn nhân của mình như kẻ đạo đức giả.                                                                               |                    |                             |                     |                                                              |                      |             |                              |
| 182 | 20                 | "Alchemy"                   | Matthew Gray Gubler | Sharon Lee Watson                                            | 1 tháng 5 năm 2013   | 820         | 10.13                        |
| Khi hai người ở South Dakota bị đầu độc, chặt chân tay, và được tìm thấy với các dấu tế lễ trên cơ thể họ, BAU dựng phân tích và xác định động cơ đằng sau tội ác kì quái. Trong khi đó, Reid làm việc với Rossi để xác định nguyên nhân mất ngủ gần đây. |                    |                             |                     |                                                              |                      |             |                              |
| 183 | 21                 | "Nanny Dearest"             | Doug Aarniokoski    | Virgil Williams                                              | 8 tháng 5 năm 2013   | 821         | 10.08                        |
| Khi một sát nhân hàng loạt ở California hàng năm bắt cóc người giữ trẻ và đứa trẻ mà họ giữ vào cùng ngày đã hành động sớm hơn thường lệ ở Los Angeles, BAU đi truy lùng người giữ trẻ mất tích và đứa trẻ và thuyết phục người sống sót duy nhất được biết giúp xác định danh tính sát nhân.                                                                                      |                    |                             |                     |                                                              |                      |             |                              |
| 184 | 22                 | "#6"                        | Karen Gaviola       | Breen Frazier                                                | 15 tháng 5 năm 2013  | 822         | 10.56                        |
| Khi hai cặp Detroit, Michigan được tìm thấy đã chết do nhiều vết đâm nông vào bụng, BAU xác định sát nhân đang ép các nạn nhân đâm chết lẫn nhau để đáp ứng một nhu cầu đồi bại. Trong khi đó, Blake suy ngẫm tương lai của cô với đội sau khi chồng cô, James, (D.W. Moffett) trở về từ nước ngoài với một lời đề nghị có khả năng đổi đời.                                       |                    |                             |                     |                                                              |                      |             |                              |
| 185 | 23                 | "Brothers Hotchner"         | Rob Bailey          | Rick Dunkle                                                  | 22 tháng 5 năm 2013  | 823         | 11.01                        |
| Khi Hotch nhận một cuộc gọi từ người em Sean (Eric Johnson) trong khi đi du lịch ở thành phố New York và vài thường dân được tìm thấy chết do quá liều thuốc lắc, BAU nỗ lực phân tích một sát nhân tâm thần đang cố đưa ra một tuyên bố. Trong khi đó, Hotch cố gắng giữ mình không bộc lộ cảm xúc cá nhân vào vụ án.                                                             |                    |                             |                     |                                                              |                      |             |                              |
| 186 | 24                 | "The Replicator"            | Glenn Kershaw       | Erica Messer                                                 | 22 tháng 5 năm 2013  | 824         | 11.01                        |
| Khi "The Replicator" hack vào hệ thống máy tính của Garcia, giết Strauss bằng cách đột nhập vào phòng khách sạn của bà và ép bà uống rượu pha thuốc lắc, và để lại Hotch một tin nhắn châm chọc, đội để tang cho đồng đội đã mất và xác định động cơ đằng sau cuộc tàn sát đồi bại của kẻ-rình-mò-hóa-sát-nhân-hàng-loạt.                                                          |                    |                             |                     |                                                              |                      |             |                              |

## Ratings
| Tập                         | Rating Mỹ               | Rating Mỹ            | Rating Mỹ | Rating Mỹ | Rating Canada           | Rating Canada        | Rating Canada | Rating Canada |
| Tập                         | Ngày phát sóng đầu tiên | Số người xem (triệu) | Thứ hạng  | Thứ hạng  | Ngày phát sóng đầu tiên | Số người xem (triệu) | Thứ hạng      | Thứ hạng      |
| Tập                         | Ngày phát sóng đầu tiên | Số người xem (triệu) | Đêm       | Tuần      | Ngày phát sóng đầu tiên | Số người xem (triệu) | Đêm           | Tuần          |
| --------------------------- | ----------------------- | -------------------- | --------- | --------- | ----------------------- | -------------------- | ------------- | ------------- |
| "The Silencer"              | 26 tháng 9 năm 2012     | 11.73                | 2         | 15        | 25 tháng 9 năm 2012     | 1.34                 | 5             | 25            |
| "The Pact"                  | 10 tháng 10 năm 2012    | 11.49                | 3         | 15        | 9 tháng 10 năm 2012     | 1.56                 | 4             | 17            |
| "Through the Looking Glass" | 17 tháng 10 năm 2012    | 11.81                | 2         | 12        | 16 tháng 10 năm 2012    | —                    | —             | —             |
| "God Complex"               | 24 tháng 10 năm 2012    | 11.61                | 3         | 15        | 23 tháng 10 năm 2012    | 2.31                 | —             | 7             |
| "The Good Earth"            | 31 tháng 10 năm 2012    | 11.99                | 1         | 13        | 30 tháng 10 năm 2012    | —                    | —             | —             |
| "The Apprenticeship"        | 7 tháng 11 năm 2012     | 12.09                | 2         | 7         | 6 tháng 11 năm 2012     | —                    | —             | —             |
| "The Fallen"                | 14 tháng 11 năm 2012    | 12.20                | 1         | 9         | 13 tháng 11 năm 2012    | —                    | —             | —             |
| "The Wheels on the Bus..."  | 21 tháng 11 năm 2012    | 11.53                | 1         | 10        | 20 tháng 11 năm 2012    | —                    | —             | —             |
| "Magnificent Light"         | 28 tháng 11 năm 2012    | 12.37                | 1         | 10        | 27 tháng 11 năm 2012    | —                    | —             | —             |
| "The Lesson"                | 5 tháng 12 năm 2012     | 11.33                | 1         | 10        | 4 tháng 12 năm 2012     | —                    | —             | —             |
| "Perennials"                | 12 tháng 12 năm 2012    | 12.01                | 1         | 10        | 11 tháng 12 năm 2012    | —                    | —             | —             |
| "Zugzwang"                  | 16 tháng 1 năm 2013     | 12.64                | 2         | 8         | 15 tháng 1 năm 2013     | —                    | —             | —             |
| "Magnum Opus"               | 23 tháng 1 năm 2013     | 11.84                | 1         | 6         | 22 tháng 1 năm 2013     | —                    | —             | —             |
| "All That Remains"          | 6 tháng 2 năm 2013      | 11.98                | 2         | 9         | 5 tháng 2 năm 2013      | —                    | —             | —             |
| "Broken"                    | 20 tháng 2 năm 2013     | 10.69                | 2         | 14        | 19 tháng 2 năm 2013     | —                    | —             | —             |
| "Carbon Copy"               | 27 tháng 2 năm 2013     | 10.33                | 3         | 11        | 26 tháng 2 năm 2013     | —                    | —             | —             |
| "The Gathering"             | 20 tháng 3 năm 2013     | 11.58                | 2         | 6         | 19 tháng 3 năm 2013     | —                    | —             | —             |
| "Restoration"               | 3 tháng 4 năm 2013      | 10.79                | 3         | 17        | 2 tháng 4 năm 2013      | —                    | —             | —             |
| "Pay It Forward"            | 10 tháng 4 năm 2013     | 11.47                | 2         | 12        | 9 tháng 4 năm 2013      | —                    | —             | —             |
| "Alchemy"                   | 1 tháng 5 năm 2013      | 10.13                | 2         | 14        | 30 tháng 4 năm 2013     | —                    | —             | —             |
| "Nanny Dearest"             | 8 tháng 5 năm 2013      | 10.08                | 2         | 16        | 7 tháng 5 năm 2013      | —                    | —             | —             |
| "#6"                        | 15 tháng 5 năm 2013     | 10.56                | 2         | 11        | 15 tháng 5 năm 2013     | —                    | —             | —             |
| "Brothers Hotchner"         | 22 tháng 5 năm 2013     | 11.01                | 1         | 3         | 22 tháng 5 năm 2013     | —                    | —             | —             |
| "The Replicator"            | 22 tháng 5 năm 2013     | 11.01                | 1         | 3         | 22 tháng 5 năm 2013     | —                    | —             | —             |

## Băng đĩa
| The Complete Eighth Season | |                                                          |                                                          |                                                          |
| Chi tiết bộ đĩa | Chi tiết bộ đĩa | Nội dung đặc biệt                                        | Nội dung đặc biệt                                        |                                                          |
| - 24 tập - Bộ 6 đĩa (Vùng 1) - Bộ 5 đĩa (Vùng 2 & 4) - Tỉ lệ khung hình: 1.78:1 - Phụ đề: Tiếng Anh - Tiếng Anh: Dolby Digital 5.1 | - 24 tập - Bộ 6 đĩa (Vùng 1) - Bộ 5 đĩa (Vùng 2 & 4) - Tỉ lệ khung hình: 1.78:1 - Phụ đề: Tiếng Anh - Tiếng Anh: Dolby Digital 5.1 | - Tâm trí đẹp đẽ - Cảnh phim gây cười - Đoạn phim bị xóa | - Tâm trí đẹp đẽ - Cảnh phim gây cười - Đoạn phim bị xóa | - Tâm trí đẹp đẽ - Cảnh phim gây cười - Đoạn phim bị xóa |
| Ngày phát hành DVD | |                                                          |                                                          |                                                          |
| Vùng 1 | Vùng 2 | Vùng 4                                                   |                                                          |                                                          |
| 3 tháng 9 năm 2013 | 9 tháng 12 năm 2013 | 4 tháng 12 năm 2013                                      |                                                          |                                                          |